# 多治比古奈禰
多治比 古奈禰（たじひ の こなね、生年不明 - 延暦11年閏11月4日（792年12月22日））は、奈良時代の女官。正二位・右大臣大中臣清麻呂の室、正四位上・参議大中臣諸魚の母。姓は真人。位階は正四位下。名は子姉とも表記される。

## 経歴
称徳朝の神護景雲2年（768年）10月、無位から従五位下に叙爵されたとあるのが、記録に現れる最初である。
光仁朝の宝亀3年（772年）には正五位下に昇叙。同年2月、天皇は大中臣清麻呂宅に行幸し、清麻呂が正二位を授与された際に、正室の古奈禰も正五位上を授けられている。同7年（776年）、橘真都我・久米若女とともに従四位下に昇叙する。同9年（778年）、再度天皇の行幸を受け、清麻呂の6男の今麻呂の叙爵とともに、従四位上に昇叙される。
桓武朝の延暦5年（786年）には正四位下に昇る。同11年（792年）閏11月、卒去。息子の諸魚らは、母親の死に先立ち、中臣朝臣で神祇官神祇伯に任命されている者は、天照大神に仕える神主であり、代々近親者の死に遭遇しても解官しないことになっているという内容の家牒を朝廷に提出していたが、諸魚らが葬儀に直接担当しないとしても、神事に従事すべきではなく、規定通りに解官して喪に服すべきという勅が出されている。

## 官歴
『六国史』による
- 時期不詳：無位
- 神護景雲2年（768年）10月15日：従五位下
- 宝亀3年（772年）正月10日：正五位下。2月17日：正五位上
- 宝亀7年（776年）正月7日：従四位下
- 宝亀9年（778年）4月18日：従四位上
- 延暦5年（786年）正月14日：正四位下
- 延暦11年（792年）閏11月：卒去